# Burning Blue Soul
Burning Blue Soul skiva från 1981 av The The med text och musik av Matt Johnson.

## Låtlista
1. Red Cinders in the Sand
2. Song Without an Ending
3. Time (Again) for the Golden Sunset
4. Icing Up
5. (Like a) Sun Risin Thru My Garden
6. Out of Control
7. Bugle Boy
8. Delirious
9. The River Flows East in Spring
10. Another Boy Drowning